# صلاح الدين بارجيشو (لاعب كرة قدم)
صلاح الدين بارجيشو هو لاعب كرة قدم إثيوبي في مركز الدفاع، ولد في 31 مايو 1994 في إثيوبيا. شارك مع منتخب إثيوبيا لكرة القدم.

## وصلات خارجية
- صلاح الدين بارجيشو (لاعب كرة قدم) على موقع Soccerway.com (الإنجليزية)